# Denis Vavro
Denis Vavro, né le 10 avril 1996 à Partizánske en Slovaquie, est un footballeur international slovaque qui évolue au poste de défenseur central au VfL Wolfsburg.

## Biographie

### MŠK Žilina
Denis Vavro est formé au MŠK Žilina, en Slovaquie. C'est avec ce club qu'il fait ses débuts en professionnels, jouant son premier match le 20 avril 2013 contre l'AS Trenčín, une rencontre de championnat que son équipe remporte par deux buts à un. Après avoir alterné avec l'équipe réserve et l'équipe première, il s'impose avec cette dernière au cours de l'année 2015. 
Lors de la saison 2016-2017 il est sacré Champion de Slovaquie avec le MŠK Žilina, glanant ainsi le premier titre de sa carrière.

### FC Copenhague
Le 26 août 2017 Denis Vavro rejoint le FC Copenhague pour un montant d'un peu plus d'1 million d'euros. Il débute sous ses nouvelles couleurs le 10 septembre 2017 face au FC Midtjylland, en Superligaen. Titulaire ce jour-là en défense centrale aux côtés de Michael Lüftner, Vavro se distingue en délivrant une passe décisive, et son équipe remporte la partie dans une rencontre prolifique en buts (4-3). Il s'impose directement comme un titulaire lors de sa première saison avec le club de la capitale danoise. Il inscrit son premier but avec Copenhague le 21 avril 2018, lors de la victoire de son équipe contre l'AC Horsens (4-1).
À l'issue de la saison 2018-2019 lui et son club sont sacrés Champion du Danemark.

### Lazio Rome
Le 4 juillet 2019, Denis Vavro s'engage avec la Lazio Rome, pour un contrat courant jusqu'en juin 2024. Le montant du transfert est estimé à 10,5 millions d'euros. Il joue son premier match pour la Lazio le 25 août 2019, lors de la première journée de la saison 2019-2020 de Serie A face à la Sampdoria de Gênes. Il entre en jeu à la place de Francesco Acerbi et son équipe s'impose par trois buts à zéro.

### Prêt à Huesca
En février 2021, Vavro est prêté pour six mois à la SD Huesca.

### Retour au FC Copenhague
Le 24 janvier 2022, lors du mercato hivernal, Denis Vavro retourne au FC Copenhague sous la forme d'un prêt avec option d'achat.
Vavro s'engage définitivement au FC Copenhague le 6 juillet 2022, sans s'être imposé à la Lazio. Il signe donc un nouveau contrat, le liant au club de la capitale danoise jusqu'en juin 2026.
Vavro est sacré champion du Danemark une troisième fois pour sa participation à la saison 2022-2023, le FC Copenhague glanant le quinzième titre de son histoire,.

### VfL Wolfsburg
Le 30 juin 2024, Denis Vavro rejoint l'Allemagne et le club du VfL Wolfsburg sous la forme d'un prêt d'une saison.

### En sélection
Denis Vavro représente l'équipe de Slovaquie des moins de 17 ans pour un total de deux buts et quatorze matchs joués entre 2012 et 2013. Il marque son premier but le 2 octobre 2012, lors d'un match amical contre l'Espagne (2-2 score final).
Denis Vavro honore sa première sélection avec l'équipe nationale de Slovaquie face à l'Ouganda le 8 janvier 2017. Titulaire lors de cette partie, Vavro se distingue en marquant également son premier but en sélection. Cependant son équipe perd la rencontre (1-3).
Il est retenu dans la liste des 26 joueurs slovaques du sélectionneur Štefan Tarkovič pour participer à l'Euro 2020. 
Le 7 juin 2024, il figure dans la liste des 26 joueurs slovaques retenus par Francesco Calzona pour participer à l'Euro 2024. 

## Palmarès
MŠK Žilina
- Champion de Slovaquie
  - 2016-2017.

 FC Copenhague
- Champion du Danemark
  - 2018-2019, 2021-2022 et 2022-2023.
- Coupe du Danemark (1) :
  - Vainqueur : 2022-23.